# Bildschirmtext

Le logo du texte à l'écran

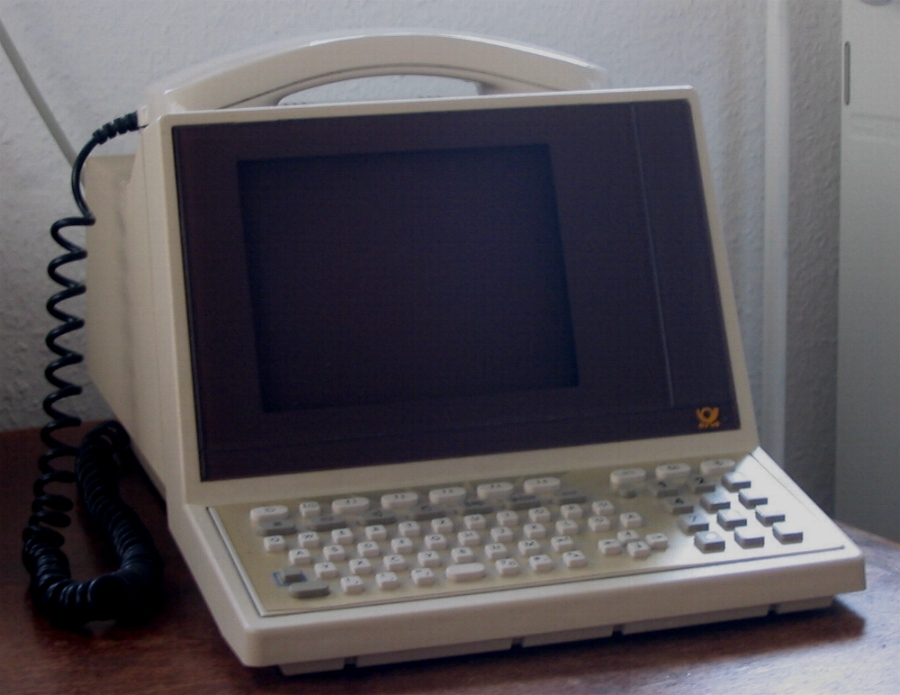
Combinaison de terminaux téléphoniques BTX

Screen Text (Btx ou BTX en abrégé ; Vidéotex en Suisse) est un service interactif en ligne. Il combine les fonctions du téléphone et de la télévision en un seul moyen de communication.
Le BTX est introduit en Autriche en juin 1982 et dans tout le pays en République fédérale d'Allemagne à partir du 1er septembre 1983. En raison de la concurrence de l'Internet ouvert, le texte à l'écran perd ensuite de son importance. Le service est désormais interrompu dans tous les pays, en Allemagne en 2007.
Il y a une confusion avec le télétexte télévisé, à laquelle contribue également le fait que le service en Suisse s'appelle Vidéotex (sans « t » à la fin) et donc similaire au synonyme de télétexte utilisé en Allemagne.

## Histoire

### Allemagne

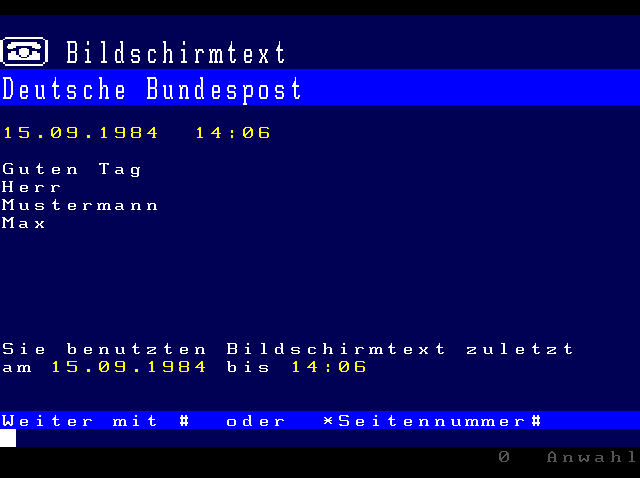
Reconstruction de la page d'accueil de BTX

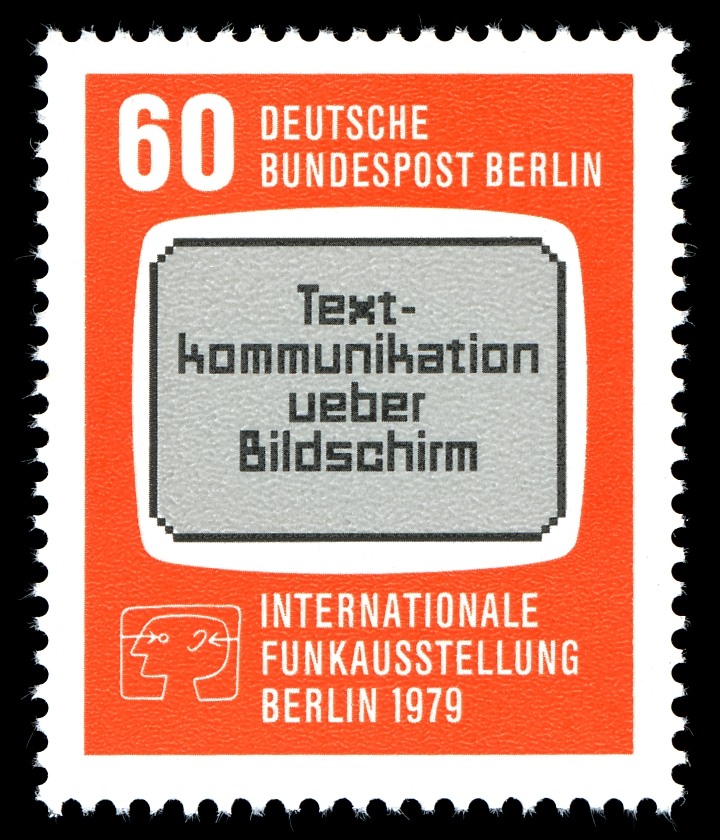
Timbre-poste de 1979

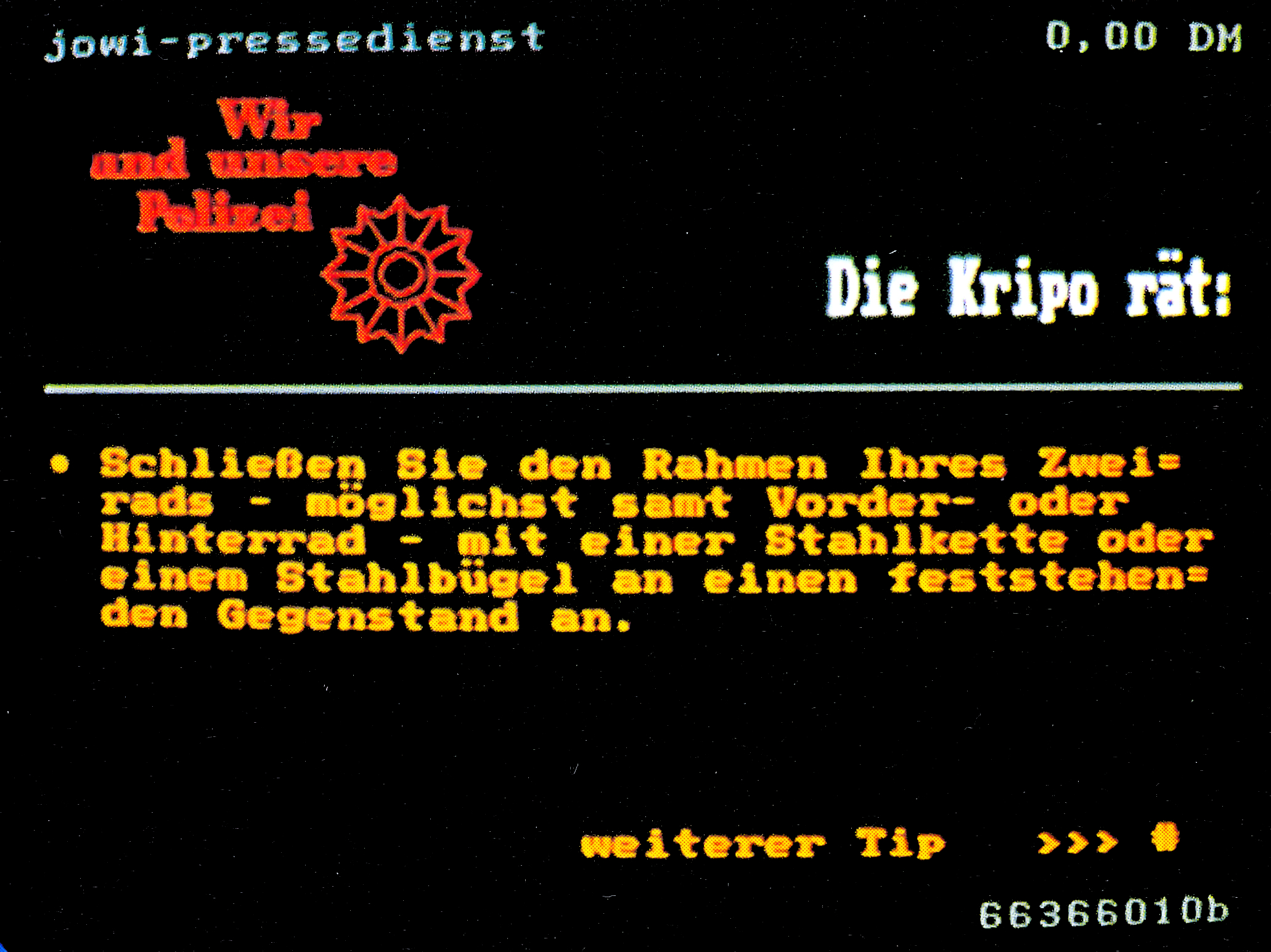
Page de la police

Btx est présenté en 1977 par le ministre des Postes de l'époque, Kurt Gscheidle, à l'Exposition internationale de la radio de Berlin. Il est développé en Allemagne sous la direction d' Eric Dank, qui devint plus tard membre du conseil d'administration de T-Online. Eric Dank découvre la technologie d'origine britannique en 1975 grâce à une publication spécialisée sur Samuel Fedida et PRESTEL. En juin 1980, un test sur le terrain commence avec environ 2 000 participants à Düsseldorf, Neuss et Berlin. Le 18 mars 1983, les chefs de gouvernement des Länder signent à Bonn le traité d'État sur le texte écran. Le contrat permet à toute partie intéressée d'agir en tant que fournisseur de texte à l'écran, sous réserve de certaines réglementations. La Deutsche Bundespost lance un service interactif en ligne en 1983, qui nécessite initialement un appareil Btx spécial. En 1983, outre le centre de contrôle Btx d'Ulm, il existe des bourses Btx à Düsseldorf, Hambourg, Francfort-sur-le-Main, Munich et Stuttgart. Le plan est de s’étendre à 150 bourses Btx. Cependant, le nombre d’utilisateurs attendu n’est jamais atteint. En 1986, il y en avait environ un million, mais en réalité il n’y en avait que 60 000. Le million n'est atteint que dix ans plus tard, après que Btx soit à la nouvelle offre T-Online incluant le courrier électronique et l'accès à Internet en 1995. En 1993, Btx devient partie intégrante du service Datex-J nouvellement créé. Le 31 décembre 2001, le service Btx d'origine est officiellement fermé. Une version réduite des services bancaires en ligne est exploitée jusqu'au 10 mai 2007.

### L'Autriche
Btx existe en Autriche depuis juin 1982. Le développement interne MUPID, un terminal spécial pour l'utilisation des services Btx, est développé par PTV elle-même et pouvait être loué par les utilisateurs. Les coûts de connexion au Btx en mars 1984 sont de l'ordre de 150 ATS et le tarif mensuel de base est de 70 ATS. Le service est interrompu fin novembre 2001.

### Suisse
Le service s'appelait Vidéotex (sans t à la fin) en Suisse. Lancé par les PTT dans les années 1980, il est exploité par SwissOnline à partir de 1995. Le 30 septembre 2000, le vidéotex est également interrompu.

### Autres pays
La base de la norme BTXest posé par le britannique Prestel, qui distribue sous une forme étendue sous le nom de Prestel Plus en Suède et, en tant que système le plus performant au monde, Minitel en France.
Au Danemark, le nom utilisé est Teledata, tandis qu'en Italie, on l'appelle Videotel et aux Pays-Bas, on le nomme Viditel. En Espagne, le système qui repose sur BTX est connu sous le nom d'Ibertex.

## Caractéristiques du texte à l'écran en Allemagne
Modèle:Lückenhaft

### Technologie

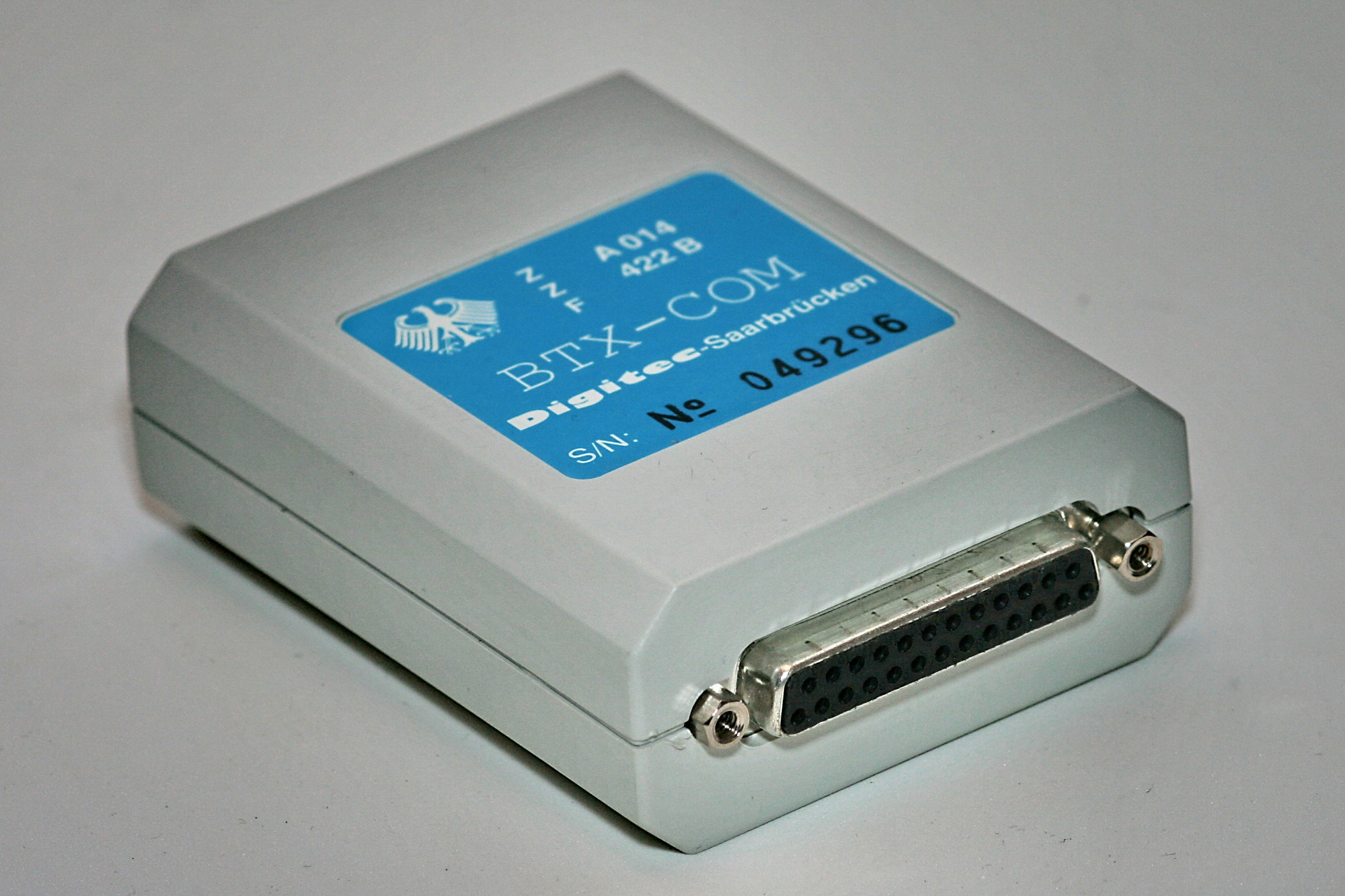
Modem Btx 1200/75 bauds

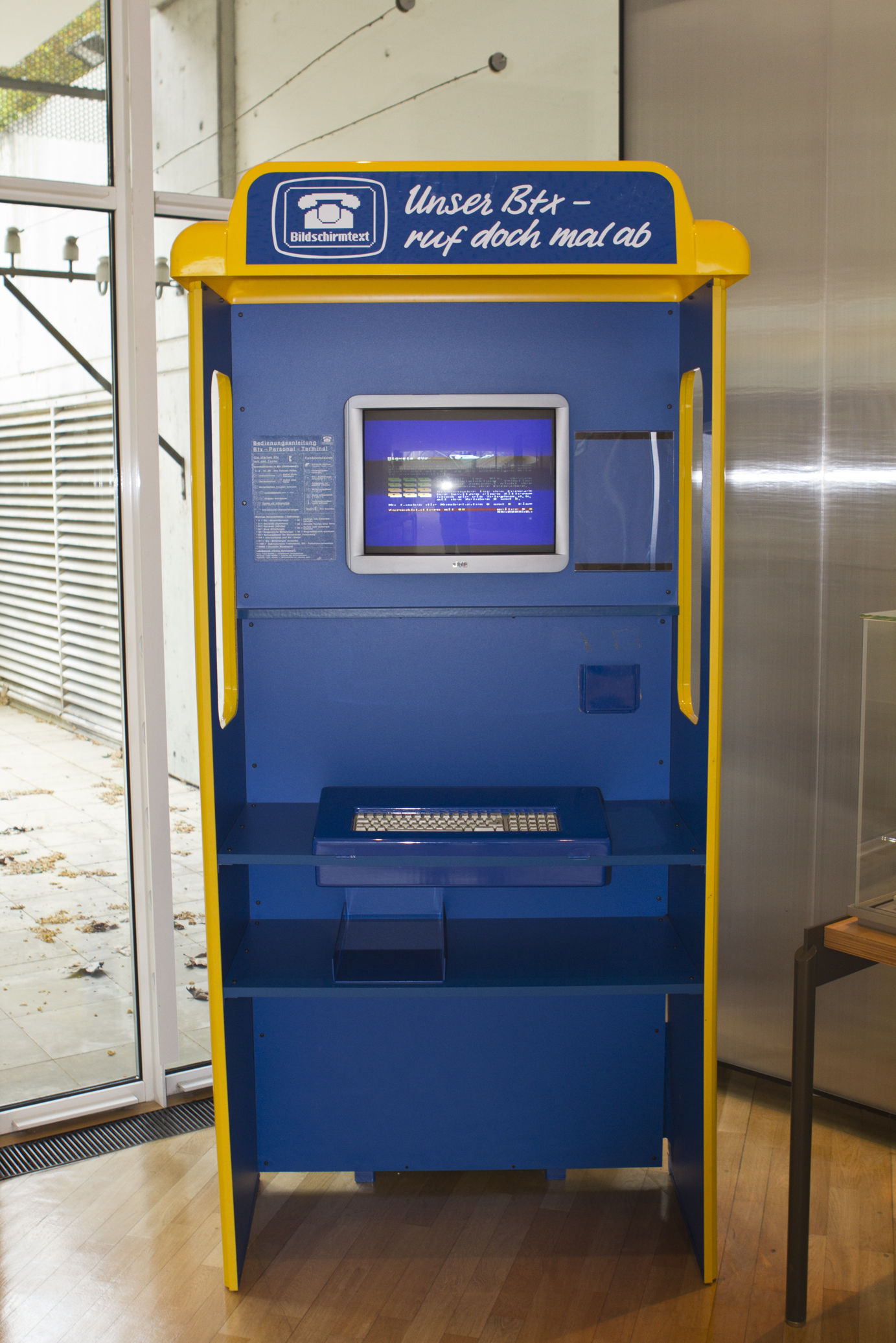
Terminal public BTX, maintenant au Musée de la communication de Francfort

Le Btx allemand nécessitait initialement un matériel spécial qui devait être acheté ou loué auprès de la poste. Les données étaient transmises via le réseau téléphonique à l'aide d'un modem (DBT-03) ou d'un coupleur acoustique, et affichées à l'aide d'un appareil BTX sur l'écran du téléviseur ou sur un terminal BTX indépendant. Il était également possible d'utiliser un logiciel spécial sur ordinateur pour afficher les données Btx.
Le Btx, similaire au Minitel français, a initialement utilisé la norme britannique PRESTEL, puis la norme CEPT T/CD 6-1. Par la suite, il a adopté la norme KIT (Kernel for Intelligent communication Terminals), qui était rétrocompatible, mais n'a jamais vraiment été établie. La norme CEPT permettait la transmission de pages graphiques avec une résolution de 480 x 240 pixels, ce qui permettait d'afficher simultanément 32 couleurs sur 4 096 et DRCS (Dynamically Redefinable Character Set). Ces capacités techniques correspondaient à celles du début des années 1980. De nombreuses pages Btx du standard PRESTEL étaient similaires aux pages télétexte encore utilisées aujourd'hui, avec un pseudographique de caractères ASCII colorés. Dans Btx, des pages d'écran entières étaient initialement transmises à une vitesse de 1 200 bit/s, tandis que l'utilisateur demandait une page à 75 bit/s. Les vitesses d'accès possibles ont été augmentées par la Poste fédérale grâce aux progrès de la technologie des modems.
Le téléchargement de données et de programmes informatiques (télélogiciels), tels que les sharewares et les mises à jour de programmes, étaient possibles à l'aide d'un décodeur logiciel et d'un ordinateur personnel (PC).

#### Système d'adresse
Les pages étaient adressées à l'aide d'un numéro précédé d'un astérisque (*) et suivi d'une double croix (#), appelé dans ce contexte un « losange » (par exemple, *30000#). Grâce au signe de fin #, le système était en mesure de distinguer lors de la saisie des numéros d'adresse si la saisie était terminée ou s'il y avait d'autres chiffres à suivre, ce qui signifiait qu'une plage de numéros plus large (théoriquement infinie) restait disponible. Cela contrastait avec la téléphonie, où l'entrée de numéro se faisait sans marque de fin. Les entrées numériques sans astérisque précédent étaient interprétées comme des commandes menant à une autre page (par exemple, « 23 ») ou confirmer une page consultée payante (pour éviter une confirmation accidentelle, toujours « 19 »). La combinaison *# revenait à la page précédente.

#### DBT-03 et autres modems

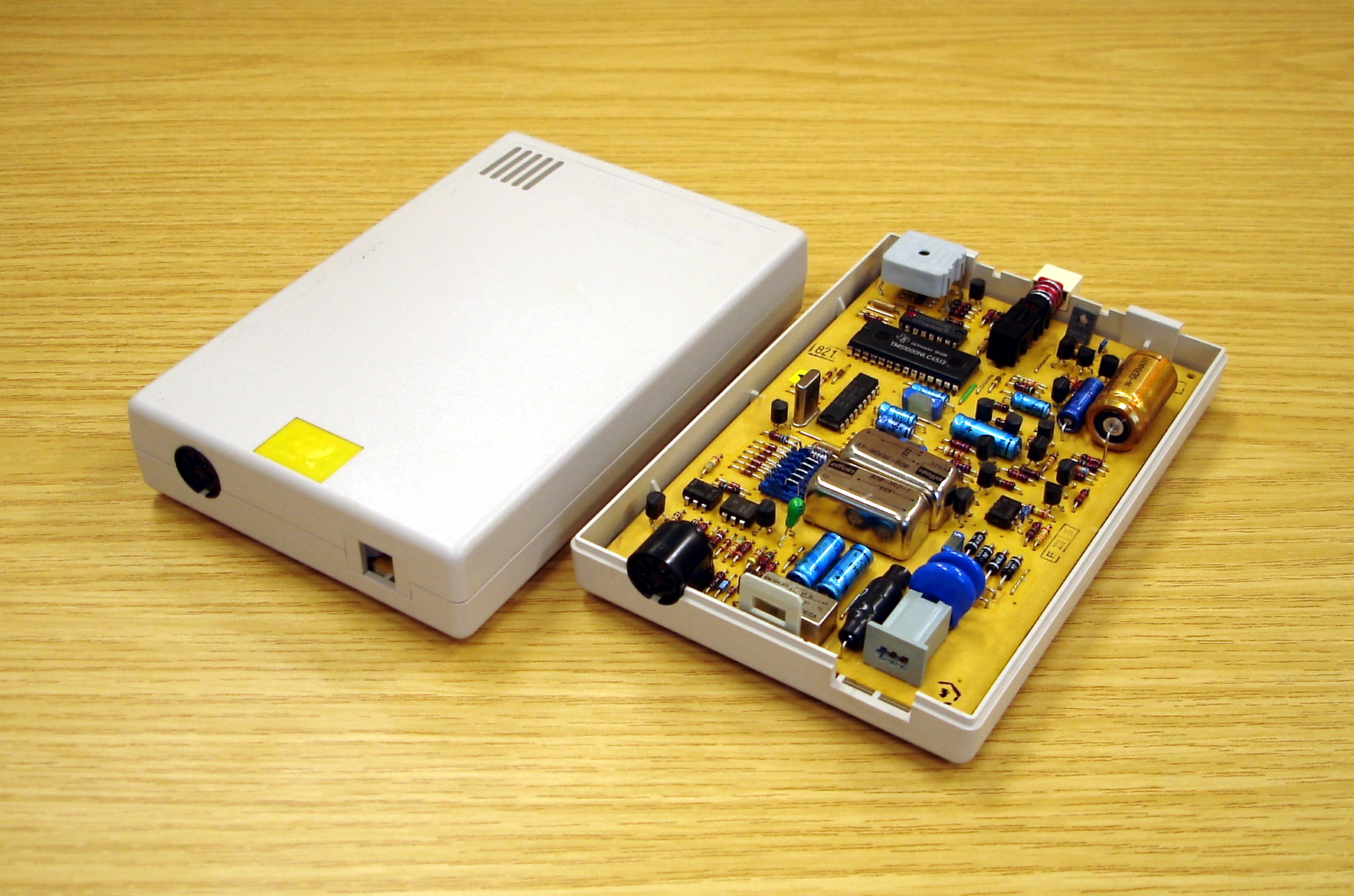
DBT-03

Le modem DBT-03 permettait un débit de transfert de données de 1 200 bit/s vers l'abonné et de 75 bit/s de l'abonné vers le centre de contrôle (norme ITU-T V.23). L'authentification d'accès était effectuée via l'ID de connexion à douze chiffres (qui était programmé en dur comme ID matériel dans la ROM d'un DBT-03), le numéro d'abonné, l'ajout de co-utilisateur et un mot de passe que l'utilisateur pouvait définir lui-même. Dans les modems DBT-03, l'ID du port était codé en dur et l'ouverture était interdite. Les modems étaient scellés et ne pouvaient être ouverts qu'en détruisant ce sceau. Un appareil d'origine avait un sceau jaune, après réparation, il recevait un sceau bleu et une nouvelle ROM avec un identifiant matériel différent. Le numéro d'appel était câblé au 190.
Plus tard, l'utilisation d'autres modems a également été autorisée (après demande d'un soi-disant identifiant logiciel). Cela signifiait que Btx pouvait être utilisé avec n'importe quel ordinateur personnel (PC) ordinaire et un décodeur logiciel (par exemple, Amaris). Il y avait également un décodeur matériel Btx pour le port d'extension et la connexion au DBT-03 pour les ordinateurs Commodore 64 et 128.

#### Différence avec Internet
Dans le système allemand Btx, les pages des fournisseurs étaient stockées dans la base de données d'origine sur un système informatique central fabriqué par IBM dans le centre de contrôle Btx à Ulm. Si les échanges de texte d'écran locaux (Vst) ne disposaient pas de ces pages dans leur base de données ou s'ils disposaient d'ordinateurs de participants, les pages étaient récupérées à partir du système informatique central. Les nœuds locaux ont pu répondre à 95 à 98 % des demandes de pages. Le fichier d'échange dans le nœud local a subi un processus de vieillissement, où les pages rarement demandées étaient remplacées par des pages fréquemment demandées. Des fonctions similaires sont proposées sur le World Wide Web en utilisant le cache et le proxy.
Les pages des soi-disant « ordinateurs externes » constituaient une exception. Ils n'existaient pas de manière statique dans la base de données du centre de contrôle Btx, mais étaient générés dynamiquement par l'ordinateur du fournisseur et transmis à l'utilisateur via le Btx-Vst. Les ordinateurs externes étaient connectés au Btx-Vstn dans le réseau mondial via X.25 (Datex-P). Cette option n'était proposée que par quelques grands fournisseurs (par ex. B. Quelle ou Neckermann Reisen), mais utilisé par de nombreuses banques comme précurseur de la banque en ligne.
Le premier chiffre d'un numéro de page était « l'indicatif régional » : 2-6 pour les pages nationales, 8 et 9 pour les pages régionales. L’accès aux pages régionales d’une autre région était payant. En gérant et en stockant de manière centralisée le contenu et l'accès des « ordinateurs externes », un « répertoire des fournisseurs » trié par ordre alphabétique (accessible via *12#).
Chaque participant a pu créer ses propres « utilisateurs communs » avec ses propres mots de passe individuels sous son numéro Btx. Un co-utilisateur pourrait être clairement identifié et désigné comme l'expéditeur en utilisant « l'ajout de co-utilisateur » sur les messages. Le participant lui-même avait l'ajout de co-utilisateur (généralement non renseigné) 0001, les co-utilisateurs alors 0002, 0003... Le participant a pu créer et recharger un « compte d’argent de poche » pour chaque autre utilisateur, ce qui lui a permis de recevoir une somme d’argent pour les frais de Btx.

### Coûts et offres
Les coûts pour l'utilisateur découlent de l'accès à une page ; le fournisseur avait les mains largement libres dans la fixation des tarifs. En plus de l'accès gratuit, il pouvait facturer soit des frais en fonction de la page (0,01 DM à 9,99 DM), soit des frais en fonction du temps (0,01 DM à 1,30 DM par minute). Les coûts étaient facturés via les factures de téléphone des utilisateurs.
Btx proposait déjà de nombreux services désormais disponibles sur Internet. Les participants au Btx ont pu discuter entre eux en ligne (chat), s'envoyer des messages électroniques sous forme de pages Btx au prix de 30 pfennigs par page et accéder à l'actualité (tickers, pages d'accueil). Les fournisseurs ont également eu la possibilité de concevoir leur offre de manière dynamique à l’aide d’un « ordinateur externe ». Une connexion a été établie via Datex-P avec l'ordinateur du fournisseur via une "page de transfert" à partir de l'inventaire normal des pages de l'échange Btx respectif. Dès lors, cet ordinateur prenait le contrôle du contenu des pages affichées sur l’appareil. Cette offre était principalement utilisée par les banques (en tant que précurseur des services bancaires en ligne actuels), les sociétés de vente par correspondance et l'industrie du voyage (Lufthansa, Deutsche Bundesbahn ou Deutsche Bahn). Les clients de Btx ont pu effectuer leurs transactions bancaires de manière interactive ou passer des commandes par correspondance en ligne. Les autorités fédérales telles que l' agence pour l'emploi pourraient également être contactées via Btx.
La publication d’offres sur Btx était relativement coûteuse, elle était donc peu utilisée par les particuliers. Les prestataires étaient principalement de grandes entreprises telles que des sociétés de vente par correspondance et des entreprises individuelles de taille moyenne. Un nombre sans cesse croissant de prestataires du secteur érotique a également pu être observé chez Btx.
Le Chaos Computer Club (CCC) était également représenté avec une offre en Btx. Le club a découvert un certain nombre de vulnérabilités techniques dans Btx et a tenté de démontrer les limites du système, notamment à travers le piratage de Btx rapporté à la télévision nationale.
Btx n'a pas connu un grand succès, principalement dû à une politique restrictive, à des frais d'utilisation élevés (1983 : 8,00 DM de frais de base mensuels et des frais de connexion de 55,00 DM) et à un contrat fixe avec la Poste fédérale. Cela permettait uniquement au matériel spécial approuvé par la poste d'utiliser le Btx, qui devait être acheté séparément à des prix élevés. Bien que les décodeurs CEPT aient été disponibles très tôt pour les ordinateurs personnels populaires à l'époque, comme le C64, le service postal a refusé d'approuver ces appareils. En France, où le matériel nécessaire est fourni par France Télécom, par ex. Même s'il était parfois fourni gratuitement, le Minitel y était très apprécié.
Le monopole postal sur ces appareils, modems et téléphones est tombé avec la libéralisation du marché des appareils le 1er juillet 1989. A cette époque se développaient les réseaux de boîtes mail privées comme FidoNet ou MausNet, capables de proposer aux particuliers certains des services disponibles via Btx à un prix bien moins cher. Pendant longtemps, il n’y avait pas d’alternative au Btx dans le domaine de la banque électronique.
En 1993, Btx est devenu partie intégrante du service Datex-J nouvellement créé pour séparer l'infrastructure réseau du service d'information. Datex-J avec Btx a été repensé et repris par T-Online.
La filiale T-Online International AG a exploité le système jusqu'en mai 2007, mais sous le nom de « T-Online Classic » et avec un cryptage fort, en utilisant une bibliothèque de cryptage Transport/S certifiée selon ITSEC « E4/high ». Cela a également rendu possible l'accès au « T-Online Classic Client » via Internet dans le monde entier à l'URL « classicgate.t-online.de » sous le port 866. Alternativement, certaines banques exploitaient également le système CAT (CEPT Access Tool). Un serveur CAT séparé émulait l'accès précédent à T-Online.